# Spogliarello per una vedova
Spogliarello per una vedova (Promise Her Anything) è un film commedia romantica del 1966 diretto da Arthur Hiller, con protagonisti Warren Beatty e Leslie Caron.